# 亚历山大·伍尔茨
亚历山大·伍尔兹（Alexander Wurz，1974年2月15日—），出生于奥地利下奧地利州塔亞河畔魏德霍芬，是职业赛车运动员，曾为一级方程式赛车威廉姆斯车队车手。他是前拉力赛车运动员，1974年、1976年和1982年欧洲锦标赛冠军弗兰克·伍尔茨的第二个儿子。

## 曾效力车队
- 1997年 贝纳通车队 4个积分
- 1998年 贝纳通车队 17个积分
- 1999年 贝纳通车队 3个积分
- 2000年 贝纳通车队 2个积分
- 2005年 迈凯伦车队 6个积分
- 2006年 威廉斯车队 试车手
- 2007年 威廉斯车队 13个积分
- 2008年 本田車隊   測試車手
- 2009年 布朗車隊   測試車手

## 威廉姆斯时期

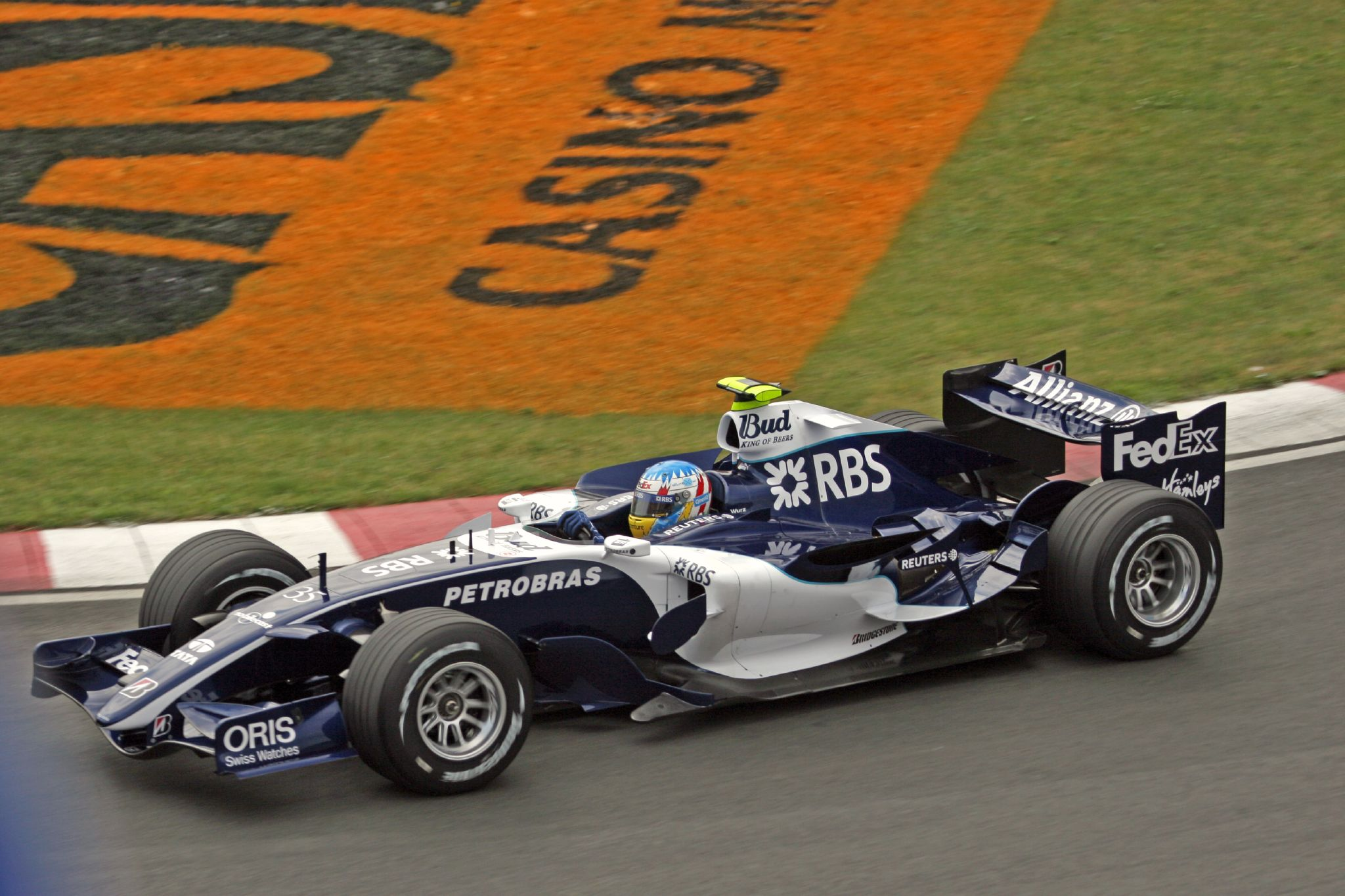
伍尔茨在2006年加拿大大奖赛中驾驶着威廉姆斯三号赛车

伍爾茨从2006年起成为了威廉姆斯车队各分站赛德的试车手。在2006年8月3日伍爾茨取代了马克·韦伯作为正式车手参加2007年度的F1赛事。这是自2000年以后伍爾茨首次成为全职的F1车手，他的队友是尼科·罗斯伯格。

## 个人资料
伍爾茨结婚并有两个儿子查理（Charlie）和菲力克斯（Felix）。他有一个有趣的习惯，就是在驾驶赛车时穿的是不同颜色的靴子，但是在2007年返回F1赛场后他改变了这一习惯。